# Kūlī Serān
Kūlī Serān (persiska: کولی سران) är en ort i Iran.   Den ligger i provinsen Gilan, i den nordvästra delen av landet, 240 km nordväst om huvudstaden Teheran. Kūlī Serān ligger 24 meter över havet och antalet invånare är 286.
Terrängen runt Kūlī Serān är platt åt nordväst, men åt sydost är den kuperad.Runt Kūlī Serān är det ganska tätbefolkat, med 111 invånare per kvadratkilometer. Närmaste större samhälle är Rasht, 18,2 km nordost om Kūlī Serān. Trakten runt Kūlī Serān består till största delen av jordbruksmark.